# Sjöbris

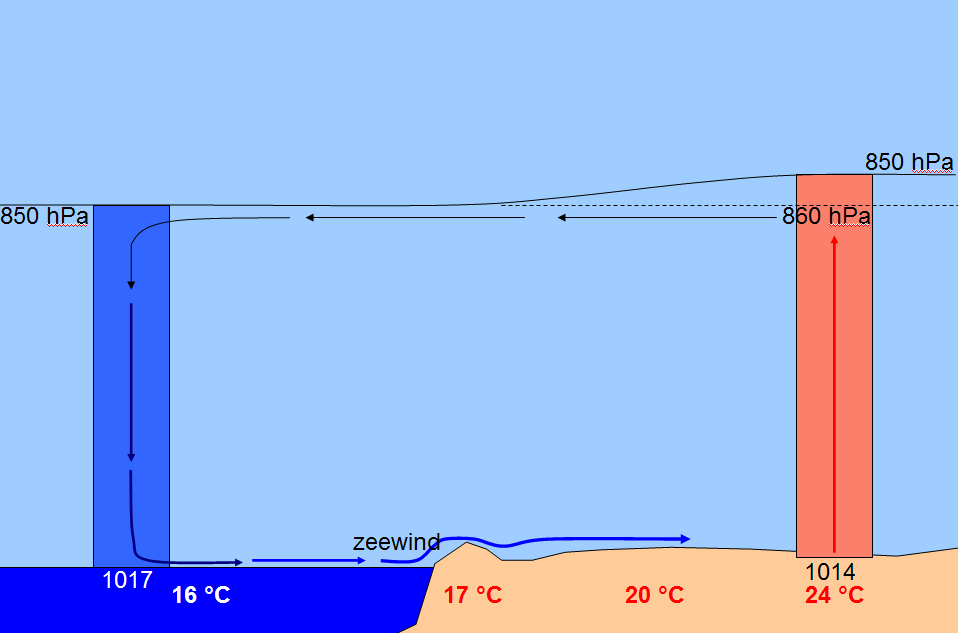
Tryckskillnader och luftcirkulation vid sjöbris.

Sjöbris och landbris är dygnsvindar som uppstår under sommarhalvåret på grund av att luften över land värms upp mer än hav. En äldre benämning är solgångsvind, vilket kommer av att sjöbrisen vrider sig medsols under dagen. Monsunvindarna uppstår genom samma fenomen, men blåser årstidsvis. Landbrisen uppstår under natten och i motsatt riktning men är svagare än sjöbrisen. Den kan också kallas kvällsbris eller – vid sydkust – nattnordan.[källa behövs]
Till följd av olika uppvärmning av land och hav uppstår under sommarhalvåret en dygnsvind som kallas land- och sjöbris. På grund av solstrålningen under dagen blir temperaturen över land högre än över havet, vilket gör att den uppvärmda luften stiger och skapar ett undertryck som fylls ut av luft från havet. Nattetid blir det tvärtom – havet håller samma temperatur medan landytorna blir kallare och kyler luften som därför sjunker.

## Sjöbris

Schematisk bild över havsbris (övre) och landbris (nedre).

Sjöbrisen börjar på förmiddagen, vid 9–10-tiden och blåser rakt in mot land. Den ökar samtidigt som den sakta vrider medsols på grund av corioliseffekten (jordens rotation), når sitt maximum omkring klockan 14–15 och avtar sedan. Framåt kvällen är den närmast nordlig på västkusten, västlig på sydkusten och sydlig på ostkusten. Den dör normalt ut helt i skymningen. Klara dagar med hög dagstemperatur kan sjöbrisen nå 5–10 m/s. Den påverkar ett cirka 20 kilometer brett område längs kusten.

## Landbris
Landbrisen, även kallad kvälls- eller nattbris ("nattnordan" längs finsk-nordiska sydkusten), orsakas av att uppvärmd luft över vattnet stiger uppåt samtidigt som luftmassan över land kyls av när solen går ner varvid ett undertryck bildas i förhållande till luftmassan över land. Vinden är därför riktad ut mot havet men brukar snabbt dö ut under natten när luftmassornas temperatur har jämnats ut. Landbrisen är normalt mycket svagare än sjöbrisen.

## Isbris
Isbris är ett fenomen med egenskaper liknande sjöbris. Den finns dokumenterad från Vänern. Positiva faktorer är en stor istäckt sjö med låga stränder omgiven av mark som är torr och alltså blir ordentligt uppvärmd av solen. Mars månad är därför gynnsam. Isen är då ofta tjockast (om än inte starkast) och solinstrålningen betydande. Isbris liksom sjöbris gynnas av att det från början finns en svag vind från land ut mot sjön. Då fås divergens över sjön vilket är gynnsamt för luftens nedsjunkning över sjö och hav. 

## Bris i subtropiska områden
I subtropiska områden med stora öppna kustlandskap mot öppna hav med kallt vatten och där landmassan är av den typ som kan lagra en stor del av solens värmeinstrålning kan fenomenet kvällsbris ge den omvända vindriktningen när solen går ner. När solen under dagtid värmer upp luften över både land och hav uppstår inga dramatiska temperaturskillnader mellan land och hav. När solen går ner har landmassan samma temperatur som under dagtid. Då marken värmer luften ovanför effektivare än vad havet gör kommer sval luft från havet att blåsa in över land medan luftmassan över land snabbt stiger uppåt och vindhastigheten kan på kort tid (10–15 minuter) nå upp till stormstyrka (20–25 m/s) för att efter någon timme snabbt avta i takt med att landmassans värmeenergi förbrukas i uppvärmningen av luften. Detta fenomen uppträder vid klart väder, stark solinstrålning, relativt svaga vindar under dagtid och när lufttemperaturen under dagtid ligger över 40 grader. Fenomenet är vanligt på exempelvis Australiens ostkust under sommarhalvåret vilket vid breda sandstränder orsakar kortvariga sandstormar som sprider sand över land.